# Повятье
Повя́тье (бел. Павя́цце) — агрогородок в Миорском районе Витебской области Беларуси. Административный центр Повятского сельсовета.

## География
Расположен в 12 км к северу от города Миоры, на берегу реки Вята. Расстояние от Повятья до Витебска составляет 192 км.

## История
Во времена Российской империи деревня Повятье входила в Друйскую волость Дисненского уезда Виленской губернии.
После советско-польской войны деревня отошла к Польской Республике. До 1926 года Повятье было частью гмины Друя в Дисненском повете Виленского воеводства. В 1926 году деревня вместе со всей гминой была передана в Браславский повет.
По данным переписи 1921 года, в Повятье проживали 324 человека. При этом 314 жителей назвали себя белорусами и только 10 — поляками. Все жители были римо-католиками и посещали приход в Друе.
После присоединения Западной Белоруссии к СССР — в составе Белорусской ССР. В настоящее время — в составе Повятского сельсовета в Миорском районе Витебской области Республики Беларусь.

## Население
- XX век: 1921 год — 324 жителя, 64 двора[8]; 1931 год — 360 жителей, 73 двора[11]; 1999 год — 491 житель; 2000 год — 496 жителей, 185 дворов[12].
- XXI век: 2009 год — 392 жителя; 2019 год — 320 человек.

| Динамика численности населения | Динамика численности населения | Динамика численности населения | Динамика численности населения | Динамика численности населения |
| 1921                           | 1931                           | 2000                           | 2009                           | 2019                           |
| ------------------------------ | ------------------------------ | ------------------------------ | ------------------------------ | ------------------------------ |
| 324                            | ↗360                           | ↗496                           | ↘392                           | ↘320                           |

## Культура
- Музей ГУО "Повятская средняя школа"

## Достопримечательности
- Костёл Девы Марии Фатимской.

### Памятные места
- Памятник землякам, погибшим в годы Великой Отечественной войны[12].